# NGC 4251
NGC 4251 ist eine linsenförmige Galaxie vom Hubble-Typ SB0 im Sternbild Coma Berenices am Nordsternhimmel. Sie ist schätzungsweise 47 Millionen Lichtjahre von der Milchstraße entfernt und hat einen Durchmesser von etwa 50.000 Lichtjahren. Gemeinsam mit 18 weiteren Galaxien bildet sie die NGC 4274-Gruppe (LGG 279).

Im selben Himmelsareal befinden sich u. a. die Galaxien NGC 4211, IC 777, IC 3165, IC 3168.
Das Objekt wurde am 11. April 1785 vom deutsch-britischen Astronomen Wilhelm Herschel entdeckt.